# إيفان ناغي (مؤرخ)
إيفان ناجي (بالألمانية: Iván Nagy) (و. 1824 – 1898 م) هو نَسَّاب، ومؤرخ، وأمين الأرشيف، وخبير شعارات ‏ مجري، كان عضوًا في الأكاديمية الهنغارية للعلوم، توفي عن عمر يناهز 74 عاماً.

## التعليم
تعلم في Gardonyi Geza Cistercian High School, Eger, Hungary ‏ (1835–1835)
.